# The City of Denver, 'The Queen of the Plains'
The City of Denver, 'The Queen of the Plains'  è un cortometraggio muto del 1912.

## Produzione
Il film - girato a Denver, nel Colorado - fu prodotto dalla Edison Manufacturing Company.

## Distribuzione
Distribuito dalla General Film Company, il film - un cortometraggio di 175 metri - uscì nelle sale cinematografiche degli Stati Uniti il 10 febbraio 1912. Nelle proiezioni, veniva programmato con il sistema dello split reel, accorpato in un'unica bobina con un altro cortometraggio prodotto dall'Edison, il drammatico Von Weber's Last Waltz.